# 布代島
布代島（英語：Boudet Island）是南極洲的島嶼，位於威廉群島，處於彼德曼島南端，由讓-巴蒂斯特·夏古率領的法國探險隊發現，現時由南極條約體系管理。